# Borussia Verein für Leibesübungen 1900 Mönchengladbach 1979-1980
Questa voce raccoglie le informazioni riguardanti il Borussia Verein für Leibesübungen 1900 Mönchengladbach nelle competizioni ufficiali della stagione 1979-1980.

## Stagione
Nella stagione 1979-1980 il Borussia Mönchengladbach, allenato da Jupp Heynckes, concluse il campionato di Bundesliga al 7º posto. In Coppa di Germania il Borussia Mönchengladbach fu eliminato al terzo turno dal Karlsruhe. In Coppa UEFA il Borussia Mönchengladbach perse la finale con dall'Eintracht Francoforte.

## Rosa
| N. |                     | Ruolo | Calciatore       |
| -- | ------------------- | ----- | ---------------- |
|    | Germania (bandiera) | P     | Wolfgang Kneib   |
|    | Germania (bandiera) | P     | Ulrich Sude      |
|    | Germania (bandiera) | D     | Helmut Dudek     |
|    | Germania (bandiera) | D     | Wilfried Hannes  |
|    | Germania (bandiera) | D     | Hans Klinkhammer |
|    | Germania (bandiera) | D     | Norbert Ringels  |
|    | Germania (bandiera) | D     | Frank Schäffer   |
|    | Germania (bandiera) | C     | Ralf Bödeker     |
|    | Germania (bandiera) | C     | Dietmar Danner   |
|    | Germania (bandiera) | C     | Jürgen Fleer     |
|    | Germania (bandiera) | C     | Willi Junker     |
|    | Germania (bandiera) | C     | Christian Kulik  |

| N. |                      | Ruolo | Calciatore       |
| -- | -------------------- | ----- | ---------------- |
|    | Germania (bandiera)  | C     | Lothar Matthäus  |
|    | Danimarca (bandiera) | C     | Carsten Nielsen  |
|    | Germania (bandiera)  | C     | Winfried Schäfer |
|    | Germania (bandiera)  | C     | Armin Veh        |
|    | Germania (bandiera)  | A     | Karl Del'Haye    |
|    | Germania (bandiera)  | A     | Rudi Gores       |
|    | Germania (bandiera)  | A     | Helmut Lausen    |
|    | Germania (bandiera)  | A     | Ewald Lienen     |
|    | Germania (bandiera)  | A     | Harald Nickel    |
|    | Danimarca (bandiera) | A     | Steen Thychosen  |
|    | Germania (bandiera)  | A     | Ulrich Wielandt  |

## Calciomercato

### Sessione estiva
| Acquisti | Acquisti        | Acquisti               | Acquisti |
| R.       | Nome            | da                     | Modalità |
| -------- | --------------- | ---------------------- | -------- |
| C        | Jürgen Fleer    | Arminia Hannover       |          |
| C        | Lothar Matthäus | FC Herzogenaurach      |          |
| C        | Armin Veh       | Augusta                |          |
| A        | Harald Nickel   | Eintracht Braunschweig |          |

| Cessioni | Cessioni          | Cessioni           | Cessioni |
| R.       | Nome              | a                  | Modalità |
| -------- | ----------------- | ------------------ | -------- |
| P        | Wolfgang Kleff    | Hertha Berlino     |          |
| D        | Hans-Günter Bruns | Fortuna Düsseldorf |          |
| C        | Horst Wohlers     | Monaco 1860        |          |
| C        | Horst Köppel      | 1. FC Viersen      |          |
| A        | Klaus Amrath      | FC Beringen        |          |
| A        | Allan Simonsen    | Barcellona         |          |

### Sessione invernale
| Acquisti | Acquisti | Acquisti | Acquisti |
| R.       | Nome     | da       | Modalità |
| -------- | -------- | -------- | -------- |

| Cessioni | Cessioni | Cessioni | Cessioni |
| R.       | Nome     | a        | Modalità |
| -------- | -------- | -------- | -------- |

## Risultati

### Bundesliga

#### Girone di andata
| Arbitro: | Eschweiler |

|            |           |            |
| Nickel 65’ | Marcatori | 43’ Boljat |

| Arbitro: | Walz |

|                                  |           |  |
| Plücken 31’ Kaltz 56’ Jakobs 86’ | Marcatori |  |

| Bochum 28 agosto 1979, ore 20:00 CEST 3ª giornata | Bochum   | 0 – 0 referto | Borussia M'gladbach | Ruhrstadion (25 000 spett.)\| Arbitro: \| Aldinger \| |
| Arbitro:                                          | Aldinger |               |                     |                                                       |

| Arbitro: | Redelfs |

|                      |           |                |
| Gores 22’ Nickel 42’ | Marcatori | 58’ Dürnberger |

| Arbitro: | Dreher |

|                                        |           |            |
| Kliemann 61’ Agerbeck 65’ Milewski 71’ | Marcatori | 60’ Lienen |

| Arbitro: | Heitmann |

|                                                        |           |  |
| Nickel 42’, 56’ (rig.), 65’ Nielsen 69’, 80’ Kulik 89’ | Marcatori |  |

| Arbitro: | Horstmann |

|                                            |           |                       |
| Briegel 18’ Geye 23’ Wolf 55’ Dobiasch 76’ | Marcatori | 14’ Lienen 78’ Nickel |

| Arbitro: | Hontheim |

|                                                      |           |           |
| Nielsen 11’ Lienen 27’ Nickel 37’ (rig.) Wohlers 88’ | Marcatori | 2’ Müller |

| Arbitro: | Linn |

|                                                |           |                                               |
| Schuster 14’ Willmer 39’ Strack 43’ Müller 74’ | Marcatori | 52’, 55’ (rig.) Nickel 60’ Lienen 65’ Nielsen |

| Arbitro: | Luca |

|                        |           |              |
| Nielsen 42’ Nickel 86’ | Marcatori | 87’ Reinders |

| Arbitro: | Uhlig |

|  |           |             |
|  | Marcatori | 6’ Del'Haye |

| Arbitro: | Niemann |

|              |           |             |
| Schäffer 20’ | Marcatori | 62’ Metzler |

| Arbitro: | Meuser |

|           |           |            |
| Runge 58’ | Marcatori | 15’ Nickel |

| Arbitro: | Risse |

|                         |           |            |
| Lienen 26’ Del'Haye 27’ | Marcatori | 31’ Wenzel |

| Arbitro: | Heitmann |

|                                                     |           |  |
| Müller 1’ Volkert 24’ (rig.), 88’ (rig.) Kelsch 72’ | Marcatori |  |

| Arbitro: | Engel |

|              |           |              |
| Matthäus 27’ | Marcatori | 45’ Eggeling |

| Leverkusen 15 dicembre 1979, ore 15:30 CET 17ª giornata | Bayer Leverkusen | 0 – 0 referto | Borussia M'gladbach | Ulrich-Haberland-Stadion (15 000 spett.)\| Arbitro: \| Clajus \| |
| Arbitro:                                                | Clajus           |               |                     |                                                                  |

#### Girone di ritorno
| Arbitro: | Roth |

|            |           |  |
| Elgert 53’ | Marcatori |  |

| Arbitro: | Aldinger |

|                         |           |                        |
| Nickel 39’ Schäffer 88’ | Marcatori | 26’ Reimann 37’ Keegan |

| Arbitro: | Horeis |

|                                               |           |                       |
| Bast 53’ (aut.), 90’ (aut.) Nickel 78’ (rig.) | Marcatori | 22’ Abel 28’ Tenhagen |

| Arbitro: | Hontheim |

|                                      |           |             |
| Hoeneß 17’ Weiner 19’ Rummenigge 64’ | Marcatori | 35’ Schäfer |

| Arbitro: | Walz |

|                                               |           |            |
| Nickel 8’, 10’ Hannes 75’ (rig.) Del'Haye 90’ | Marcatori | 2’ Plücken |

| Arbitro: | Redelfs |

|                          |           |  |
| Dietz 7’ Dubski 17’, 63’ | Marcatori |  |

| Arbitro: | Ross |

|  |           |                                |
|  | Marcatori | 37’ Neues 44’ Briegel 55’ Geye |

| Arbitro: | Heitmann |

|                                                        |           |                        |
| Borchers 1’ Nachtweih 7’ Körbel 44’ Cha 83’ Karger 86’ | Marcatori | 41’ Hannes 43’ Bödeker |

| Arbitro: | Roth |

|                        |           |                             |
| Hannes 15’ (rig.), 32’ | Marcatori | 52’ Woodcock 79’ Littbarski |

| Arbitro: | Michel |

|                                                    |           |                         |
| Behrens 5’ Reinders 8’ Röber 65’ (rig.) Dreßel 86’ | Marcatori | 12’ Matthäus 61’ Nickel |

| Arbitro: | Burgers |

|                                |           |                        |
| Matthäus 51’, 60’ Del'Haye 67’ | Marcatori | 83’ Funkel 88’ Kanders |

| Monaco di Baviera 19 aprile 1980, ore 15:30 CEST 29ª giornata | Monaco 1860 | 0 – 0 referto | Borussia M'gladbach | Stadion an der Grünwalder Straße (20 000 spett.)\| Arbitro: \| Quindeau \| |
| Arbitro:                                                      | Quindeau    |               |                     |                                                                            |

| Arbitro: | Redelfs |

|                             |           |                          |
| Kulik 56’ Nickel 68’ (rig.) | Marcatori | 21’ Wagner 26’ Schneider |

| Arbitro: | Joos |

|            |           |                                             |
| Allofs 58’ | Marcatori | 29’ Kulik 38’ Lienen 89’ Nickel 90’ Nielsen |

| Arbitro: | Linn |

|           |           |             |
| Kulik 26’ | Marcatori | 7’ Ohlicher |

| Arbitro: | Walz |

|  |           |                                  |
|  | Marcatori | 41’ Kulik 50’ Nielsen 70’ Lienen |

| Arbitro: | Schmoock |

|                                               |           |                   |
| Schäfer 27’ Klimke 34’ (aut.) Nickel 60’, 73’ | Marcatori | 57’, 75’ Gelsdorf |

### Coppa di Germania
| Arbitro: | Uhlig |

|                        |           |           |
| Nickel 8’ Schäffer 79’ | Marcatori | 55’ Todzi |

| Arbitro: | Wilhelmi |

|                                                                |           |  |
| Nickel 37’ Berlau-Kirschstein 71’ (aut.) Lienen 81’ Lausen 90’ | Marcatori |  |

| Arbitro: | Treib |

|           |           |  |
| Behr 113’ | Marcatori |  |

### Coppa UEFA
| Arbitro: | Rauš |

|                                        |           |  |
| Lienen 11’ Nickel 43’ (rig.) Kulik 79’ | Marcatori |  |

| Arbitro: | Owen |

|              |           |           |
| Bjørnsen 44’ | Marcatori | 62’ Kulik |

| Arbitro: | Wurtz |

|            |           |               |
| Hannes 39’ | Marcatori | 55’ Altobelli |

| Arbitro: | Palotai |

|                    |           |                                      |
| Altobelli 25’, 92’ | Marcatori | 37’, 110’ (rig.) Nickel 103’ Ringels |

| Arbitro: | Syme |

|                 |           |  |
| Nickel 10’, 78’ | Marcatori |  |

| Arbitro: | van Langenhove |

|              |           |  |
| Irimescu 75’ | Marcatori |  |

| Arbitro: | Castillo |

|                    |           |                                        |
| Platini 56’ (rig.) | Marcatori | 14’, 22’ Nielsen 18’ Nickel 38’ Lienen |

| Arbitro: | Rainea |

|                          |           |  |
| Thychosen 11’ Hannes 15’ | Marcatori |  |

| Arbitro: | Courtney |

|                                 |           |            |
| Ohlicher 87’ Volkert 90’ (rig.) | Marcatori | 74’ Nickel |

| Arbitro: | Fredriksson |

|                          |           |  |
| Matthäus 23’ Schäfer 68’ | Marcatori |  |

| Arbitro: | Muro |

|                             |           |                           |
| Kulik 37’, 88’ Matthäus 77’ | Marcatori | 45’ Karger 71’ Hölzenbein |

| Arbitro: | Ponnet |

|            |           |  |
| Schaub 81’ | Marcatori |  |

## Statistiche

### Statistiche di squadra
| Competizione      | Punti | In casa | In casa | In casa | In casa | In casa | In casa | In trasferta | In trasferta | In trasferta | In trasferta | In trasferta | In trasferta | Totale | Totale | Totale | Totale | Totale | Totale | DR  |
| Competizione      | Punti | G       | V       | N       | P       | Gf      | Gs      | G            | V            | N            | P            | Gf           | Gs           | G      | V      | N      | P      | Gf     | Gs     | DR  |
| ----------------- | ----- | ------- | ------- | ------- | ------- | ------- | ------- | ------------ | ------------ | ------------ | ------------ | ------------ | ------------ | ------ | ------ | ------ | ------ | ------ | ------ | --- |
| Bundesliga        | 36    | 17      | 9       | 7       | 1       | 40      | 24      | 17           | 3            | 5            | 9            | 21           | 36           | 34     | 12     | 12     | 10     | 61     | 60     | +1  |
| Coppa di Germania | -     | 2       | 2       | 0       | 0       | 6       | 1       | 1            | 0            | 0            | 1            | 0            | 1            | 3      | 2      | 0      | 1      | 6      | 2      | +4  |
| Coppa UEFA        | -     | 6       | 5       | 1       | 0       | 13      | 3       | 6            | 2            | 1            | 3            | 9            | 8            | 12     | 7      | 2      | 3      | 22     | 11     | +11 |
| Totale            | 36    | 25      | 16      | 8       | 1       | 59      | 28      | 24           | 5            | 6            | 13           | 30           | 45           | 49     | 21     | 14     | 14     | 89     | 73     | +16 |

### Andamento in campionato
| Giornata  | 1 | 2  | 3  | 4  | 5  | 6 | 7  | 8 | 9 | 10 | 11 | 12 | 13 | 14 | 15 | 16 | 17 | 18 | 19 | 20 | 21 | 22 | 23 | 24 | 25 | 26 | 27 | 28 | 29 | 30 | 31 | 32 | 33 | 34 |
| --------- | - | -- | -- | -- | -- | - | -- | - | - | -- | -- | -- | -- | -- | -- | -- | -- | -- | -- | -- | -- | -- | -- | -- | -- | -- | -- | -- | -- | -- | -- | -- | -- | -- |
| Luogo     | C | T  | T  | C  | T  | C | T  | C | T | C  | T  | C  | T  | C  | T  | C  | T  | T  | C  | C  | T  | C  | T  | C  | T  | C  | T  | C  | T  | C  | T  | C  | T  | C  |
| Risultato | N | P  | N  | V  | P  | V | P  | V | N | V  | V  | N  | N  | V  | P  | N  | N  | P  | N  | V  | P  | V  | P  | P  | P  | N  | P  | V  | N  | N  | V  | N  | V  | V  |
| Posizione | 7 | 16 | 14 | 11 | 12 | 9 | 12 | 9 | 8 | 5  | 6  | 7  | 7  | 6  | 8  | 7  | 8  | 8  | 8  | 8  | 8  | 8  | 8  | 9  | 10 | 10 | 11 | 9  | 10 | 8  | 7  | 7  | 7  | 7  |

Legenda:

Luogo: C = Casa; T = Trasferta. Risultato: V = Vittoria; N = Pareggio; P = Sconfitta.

### Statistiche dei giocatori
| Giocatore      | Bundesliga | Bundesliga | Bundesliga  | Bundesliga | Coppa di Germania | Coppa di Germania | Coppa di Germania | Coppa di Germania | Coppa UEFA | Coppa UEFA | Coppa UEFA  | Coppa UEFA | Totale   | Totale | Totale      | Totale     |
| Giocatore      | Presenze   | Reti       | Ammonizioni | Espulsioni | Presenze          | Reti              | Ammonizioni       | Espulsioni        | Presenze   | Reti       | Ammonizioni | Espulsioni | Presenze | Reti   | Ammonizioni | Espulsioni |
| -------------- | ---------- | ---------- | ----------- | ---------- | ----------------- | ----------------- | ----------------- | ----------------- | ---------- | ---------- | ----------- | ---------- | -------- | ------ | ----------- | ---------- |
| H. Bruns       | 2          | 0          | 0           | 0          | 1                 | 0                 | 0                 | 0                 | 0          | 0          | 0           | 0          | 3        | 0      | 0           | 0          |
| R. Bödeker     | 12         | 1          | 2           | 0          | 1                 | 0                 | 0                 | 0                 | 7          | 0          | 1           | 0          | 20       | 1      | 3           | 0          |
| D. Danner      | 5          | 0          | 0           | 0          | 1                 | 0                 | 0                 | 0                 | 2          | 0          | 0           | 0          | 8        | 0      | 0           | 0          |
| K. Del'Haye    | 28         | 4          | 1           | 0          | 1                 | 0                 | 0                 | 0                 | 10         | 0          | 0           | 0          | 39       | 4      | 1           | 0          |
| H. Dudek       | 1          | 0          | 1           | 0          | 0                 | 0                 | 0                 | 0                 | 0          | 0          | 0           | 0          | 1        | 0      | 1           | 0          |
| J. Fleer       | 23         | 0          | 5           | 0          | 2                 | 0                 | 0                 | 0                 | 6          | 0          | 1           | 0          | 31       | 0      | 6           | 0          |
| R. Gores       | 9          | 1          | 2           | 0          | 2                 | 0                 | 0                 | 0                 | 2          | 0          | 0           | 0          | 13       | 1      | 2           | 0          |
| W. Hannes      | 32         | 4          | 3           | 0          | 3                 | 0                 | 2                 | 0                 | 11         | 2          | 1           | 0          | 46       | 6      | 6           | 0          |
| W. Junker      | 0          | 0          | 0           | 0          | 0                 | 0                 | 0                 | 0                 | 0          | 0          | 0           | 0          | 0        | 0      | 0           | 0          |
| H. Klinkhammer | 17         | 0          | 2           | 0          | 1                 | 0                 | 0                 | 0                 | 6          | 0          | 0           | 0          | 24       | 0      | 2           | 0          |
| W. Kneib       | 34         | 0          | 0           | 0          | 3                 | 0                 | 0                 | 0                 | 11         | 0          | 0           | 0          | 48       | 0      | 0           | 0          |
| C. Kulik       | 27         | 5          | 0           | 2          | 2                 | 0                 | 0                 | 0                 | 12         | 4          | 0           | 0          | 41       | 9      | 0           | 2          |
| H. Lausen      | 1          | 0          | 0           | 0          | 1                 | 1                 | 0                 | 0                 | 1          | 0          | 0           | 0          | 3        | 1      | 0           | 0          |
| E. Lienen      | 31         | 7          | 0           | 0          | 3                 | 1                 | 0                 | 0                 | 12         | 2          | 0           | 0          | 46       | 10     | 0           | 0          |
| L. Matthäus    | 28         | 4          | 2           | 0          | 2                 | 0                 | 0                 | 0                 | 11         | 2          | 0           | 0          | 41       | 6      | 2           | 0          |
| H. Nickel      | 33         | 20         | 1           | 0          | 3                 | 2                 | 0                 | 0                 | 12         | 7          | 1           | 0          | 48       | 29     | 2           | 0          |
| C. Nielsen     | 32         | 7          | 4           | 0          | 3                 | 0                 | 0                 | 0                 | 12         | 2          | 0           | 0          | 47       | 9      | 4           | 0          |
| N. Ringels     | 30         | 0          | 1           | 0          | 3                 | 0                 | 0                 | 0                 | 11         | 1          | 0           | 0          | 44       | 1      | 1           | 0          |
| W. Schäfer     | 29         | 2          | 0           | 0          | 2                 | 0                 | 0                 | 0                 | 10         | 1          | 0           | 0          | 41       | 3      | 0           | 0          |
| F. Schäffer    | 33         | 2          | 3           | 0          | 3                 | 1                 | 1                 | 0                 | 11         | 0          | 0           | 0          | 47       | 3      | 4           | 0          |
| U. Sude        | 0          | 0          | 0           | 0          | 0                 | 0                 | 0                 | 0                 | 1          | 0          | 0           | 0          | 1        | 0      | 0           | 0          |
| S. Thychosen   | 10         | 0          | 0           | 0          | 0                 | 0                 | 0                 | 0                 | 4          | 1          | 0           | 0          | 14       | 1      | 0           | 0          |
| A. Veh         | 0          | 0          | 0           | 0          | 1                 | 0                 | 0                 | 0                 | 0          | 0          | 0           | 0          | 1        | 0      | 0           | 0          |
| U. Wielandt    | 2          | 0          | 1           | 0          | 0                 | 0                 | 0                 | 0                 | 0          | 0          | 0           | 0          | 2        | 0      | 1           | 0          |
| H. Wohlers     | 9          | 1          | 0           | 0          | 0                 | 0                 | 0                 | 0                 | 2          | 0          | 0           | 0          | 11       | 1      | 0           | 0          |